# Helina confinis
Helina confinis är en tvåvingeart som först beskrevs av Wulp 1896.  Helina confinis ingår i släktet Helina och familjen husflugor. Inga underarter finns listade i Catalogue of Life.